# Histoire du structuralisme (François Dosse)
L’Histoire du structuralisme est un livre en deux tomes de l’historien des idées François Dosse, publié aux éditions La Découverte en 1991 pour le tome 1 (Le Champ du signe, 1945-1966) et en 1992 pour le tome 2 (Le Chant du cygne, 1967 à nos jours). Il s’agit de l’une des principales synthèses historiques publiées sur le structuralisme . 

## L’auteur
François Dosse, né en 1950, est un historien spécialisé dans l’histoire des idées, professeur des universités à Paris-XII (Créteil), maître de conférences à l’Institut d'études politiques de Paris depuis 1994 . Depuis sa thèse sur l’École des Annales en 1983, il a publié de nombreux ouvrages d’historiographie et d’histoire des idées : L'Histoire en miettes (1987), L'Empire du sens, l'humanisation des sciences humaines (1995), Les Courants historiques en France 19e-20e siècle (1999), L’Histoire ou le temps réfléchi (1999), L’Histoire (2000), La Marche des idées. Histoire des intellectuels, histoire intellectuelle (2003), Historicités (2009), Historiographies, tome I et II (2010). Depuis 2005, il se consacre essentiellement au genre biographique.

## Organisation de l’ouvrage
L’auteur y décrit l'évolution du structuralisme selon des dates-clés : éclosion en 1956 avec les désillusions du soviétisme et le déclin de Sartre ; apogée éditoriale et médiatique en 1966-1967 (Les mots et les choses de Foucault, Sémantique structurale de Greimas, Théorie de la littérature de Todorov, Les Écrits de Lacan, Lire le Capital et Pour Marx d’Althusser et de ses disciples, etc.) ; fin de l'interdisciplinarité vers 1975 et attaques venues des nouveaux courants subjectivistes.
La césure entre les deux tomes se situe en 1966, que Dosse appelle « l’année-lumière », où se concentre le plus grand nombre de publications sur le structuralisme. Le tome I, qui décrit l’ascension du structuralisme jusqu’à cette date, est découpé en trois chapitres :
- l’épique époque (années 1950)
- la belle époque (1963-1966)
- une fièvre hexagonale, où l’auteur replace la montée du structuralisme dans son contexte historique de longue durée, dans ses filiations intellectuelles et dans l’organisation des champs universitaires en sciences sociales[3].

Le tome II, qui retrace le déclin du structuralisme à partir de 1966 est réparti en cinq chapitres :
- Les premières fissures
- Mai 68 et le structuralisme, ou le malentendu
- Le structuralisme, entre scientisme, esthétique et histoire
- Le déclin du paradigme structuraliste
- Le temps, l’espace, la dialogique.

## Choix historiographiques
Entre les deux grands types de définition du structuralisme apparaissant dans la littérature, l’un centré autour de l’utilisation généralisée du terme de structure entre les années 1950 et 1970 (structuralisme généralisé), l’autre considérant davantage la filiation au sein de l’histoire des idées dans la longue durée, F. Dosse se situe selon Jacqueline Léon plutôt dans le premier type. Il considère le structuralisme essentiellement comme un mouvement situé dans le temps, une période dans l’histoire des idées dotée d’une naissance et d’un achèvement.
F. Dosse, comme Thomas Pavel ,, ne retiennent pas explicitement la notion de structuralisme généralisé, mais proposent une distinction entre plusieurs tendances :
- un structuralisme scientifique représenté essentiellement par Lévi-Strauss, Greimas en sémiotique, et dans une moindre mesure Lacan avant 1960,
- un structuralisme modéré en sémiologie et en analyse littéraire et poétique (Barthes, Gérard Genette, Todorov, Michel Serres),
- un structuralisme historicisé, philosophique et spéculatif (Althusser, Bourdieu, Foucault, Derrida, J.-P. Vernant et la troisième génération de l’École d’histoire des Annales).